# Smicridea singri
Smicridea singri is een schietmot uit de familie Hydropsychidae. De soort komt voor in het Neotropisch gebied.